# 貝山道博
貝山 道博（かいやま みちひろ、1948年 - ）は、日本の経済学者である。

## 略歴
- 1948年 - 岩手県に生まれる
- 1970年 - 東北大学経済学部卒業
- 1972年 - 東北大学大学院経済学研究科博士前期課程修了
- 1974年 - 東北大学大学院経済学研究科博士後期課程を経て、東京経済大学経済学部助手（-1975年）
- 1975年 - 東京経済大学経済学部専任講師
- 1978年 - 埼玉大学経済学部専任講師
- 1981年 - 埼玉大学経済学部助教授
- 1990年 - 埼玉大学経済学部教授（-2005年）
- 1998年 - 埼玉大学経済学部長（-2002年）
- 2004年 - 埼玉大学副学長（-2008年）
- 2008年 - 山形大学人文学部法経政策学科教授（-2013年）
- 2013年 - 埼玉大学名誉教授

## 学位
経済学博士（東北大学）（1991年）

## 著書
- 『社会資本整備評価の理論』、社会評論社、1993年 ISBN 4-7845-0825-2
- 『中東開発　和平の政治経済学』（共著）、名著出版、1998年 ISBN 4-626-01565-4
- 『先端産業を創りつづける知恵と技』（共著）、成文堂、2014年 ISBN 978-4-7923-5062-8

## 論文
- 「貨幣的経済成長と貨幣の非中立性」（研究年報経済学　34(3-4)　87-96  1973）
- 「二重経済の成長モデル」（季刊理論経済学  24(3)  1-15  1973）
- 「労働移動、失業と資本蓄積」（国民経済  132  11-26  1975）
- 「最適援助条件について」（東京経大学会誌  100  197-204  1977）
- 「二重経済における最適雇用政策」（季刊理論経済学  28(3)  207-219  1977）
- 「Myint型二重経済における政策順位について」（社会科学論集  44  161-183  1979）
- 「公共財の供給と都市の成長」（社会科学論集  45  213-222  1980）
- 「準公共財の最適供給について」（社会科学論集  46  159-180  1980）
- 「生産関連社会資本の最適蓄積過程」（社会科学論集　50  1-19  1982）
- 「地域的公共サービスの階層的供給システムの評価」（地域学研究  15  1-14  1984）
- 「地域的公共サービスの階層的供給と人口の地域間配分」（社会科学論集  54  55-93  1984）
- 「Harris-Todaro型労働配分メカニズムと政策順位について」（研究年報経済学  48(2)  165-178  1986）
- 「地域間人口移動と公共施設整備の評価」（社会科学論集  64  103-123  1988）
- 「都市間人口移動と都市交通体系の変化の評価」（季刊理論経済学  39(2)  174-185  1988）
- 「二重経済」（社会科学論集  69  1-28  1989）
- 「歪みがある経済における交通施設整備の厚生効果」（社会科学論集  72  89-105  1991）
- 「社会資本整備の厚生効果」（社会科学論集  74-75  1-16  1992）
- 「ハリス・トダロ・モデルにおける政策順位」（社会科学論集  76-77  1-31  1992）
- 「ハリス・トダロ型二重経済における最適成長政策」（社会科学論集  84  17-33  1995）
- 「故・田中一盛教授の功績」（社会科学論集  87  8-10  1996）
- 「限界費用価格形成原理と平均費用価格形成原理」（社会科学論集  87  1-6  1996）
- 「交通施設整備の便益のとらえ方」（社会科学論集  109  105-111  2003）
- 「小野五郎先生の学問と人となり」（社会科学論集  124  2008）
- 「道路整備における費用・便益分析」（山形大学紀要　社会科学　40(1)  17-32  2009）

## 専門分野
公共経済学（数理モデルを用いた近代経済学の応用分野）・開発経済学